# Сакмара
Сакмара (на башкирски: Һаҡмар) е река в Европейска Русия, Република Башкортостан и Оренбургска област, десен приток на река Урал. Дължината ѝ е 798 km, която ѝ отрежда 71-во място по дължина сред реките на Русия.
Река Сакмара води началото си от западното подножие на хребета Уралтау (част от планината Южен Урал), на 814 m н.в., северно от село Ахметево, Абзелиловски район на Република Башкортостан. В горното и част от средното си течение до град Кувандик, Оренбургска област тече на юг в широка планинска долина. След това реката завива на запад-северозапад, заобикаля от юг в дълбоко дефиле Залаирското плато, след което излиза в обширна равнина. В този участък течението ѝ е бързо, с множество прагове и теснини. След устието на река Голям Ик реката става пълноводна, а течението спокойно. Ширината на коритото ѝ достига на места до 80 m, а дълбочината до 5 m. Влива се отдясно в река Урал при нейния 1 286 km, на 87 m н.в., в югозападната част на град Оренбург.
Водосборният басейн на Сакмара обхваща площ от 30,2 хил. km2 и представлява 14,18% от водосборния басейн на Урал. Във водосборния басейн на реката попадат части от териториите на Република Башкортостан и Оренбургска област.
Границите на водосборния басейн на реката са следните:
- на изток и юг – водосборните басейни на малки десни притоци на Урал;
- на запад – водосборния басейн на река Самара, ляв приток на Волга;
- на северозапад и север – водосборния басейн на река Кама, ляв приток на Волга.

Река Сакмара получава множество притоци с дължина над 20 km, като 5 от тях са дължина над 100 km. По-долу са изброени тези реки, за които е показано на кой километър по течението на реката се вливат, дали са леви (→) или (←), тяхната дължина, площта на водосборния им басейн (в km2) и мястото където се вливат.
- 584 ← Зилаир 100 / 897, на 5 km югозападно от село Нижнегалеево, Република Башкортостан
- 472 ← Урман Зилаир 158 / 1210, при село Акулово, Република Башкортостан
- 253 ← Касмарка 123 / 1430, на 4 km западно от село Сунарчи, Оренбургска област
- 220 ← Голям Ик 341 / 7670, на 3 km североизточно от село Саракташ, Оренбургска област
- 59 ← Салмиш 193 / 7340, на 4 km североизточно от село Сакмара, Оренбургска област

Подхранването на Сакмара е предимно снегово и в по-малък процент дъждовно и подземно. Пълноводието на реката е от април до началото на юни. Среден годишен отток на 55 km от устието 104 m3/s (максимален 12 100 m3/s, минимилен 1,62 m3/s), при село Кушум, Западноказахстанска област 144 m3/s. Замръзва през ноември, а се размразява през април. Водата на реката е студена дори през лятото и в сравнение с тази на Урал е с 2 °C по-ниска.
По течинето на реката са разположени градовете Кувандик и Оренбург, селата Саракташ и Сакмара (районни центрове).
В горното течение река Сакмара предоставя идеални условия за практикуване на рафтинг, като изходните пунктове са селата Бекешево, Юмашево и Юлдибаево в Република Башкортостан. В най-долното течение до село Сакмара е плавателна за плиткогазещи съдове.